# Death Becomes Her
Death Becomes Her is een Amerikaanse zwarte filmkomedie uit 1992. De film is geregisseerd door Robert Zemeckis. Hoofdrollen worden vertolkt door Goldie Hawn, Meryl Streep en Bruce Willis.

## Verhaal
De film draait om actrice Madeline Ashton en schrijver Helen Sharp; twee vrouwen die al jarenlang bittere rivalen zijn. Die situatie wordt erger wanneer Madeline Helens verloofde, plastisch chirurg Ernest Menville, inpikt en met hem trouwt. Helen zinkt hierna weg in een diepe depressie en belandt uiteindelijk zeven jaar later in een kliniek. Ze raakt geobsedeerd door wraak.
Ondertussen eindigt Madelines carrière op Broadway. 14 jaar later heeft ze nog steeds moeite met het feit dat ze ouder wordt en niet langer gevraagd wordt voor nieuwe rollen. Ernest is ook aan lager wal geraakt. Hij is nu een alcoholist en werkt als begrafenisondernemer. Op een dag ontmoet Madeline Helen weer bij een signeersessie van haar boek "Forever Young". Tot haar verbazing ziet Helen er weer een stuk jonger uit dan eigenlijk zou moeten, gezien haar leeftijd. De zoektocht naar hoe dit kan brengt Madeline uiteindelijk bij de mysterieuze Lisle von Rhoman, een vrouw die beweert het geheim van de eeuwige jeugd te hebben ontdekt. Ze biedt Madeline een toverdrank die haar weer jong zal maken, op voorwaarde dat ze zich na 10 jaar moet onttrekken aan de publiciteit om zo Lisles geheim te bewaren. Madeline gaat akkoord, drinkt van de drank en wordt weer jong. Lisle geeft Madeline nog de waarschuwing mee zeer goed voor haar lichaam te zorgen.
Ondertussen verleidt Helen Ernest en maakt met hem een plan om Madeline te vermoorden. Ernest stemt toe, omdat hij graag van haar af wil. Wanneer hij de jonge Madeline ziet, gaat hij echter door het lint, vergeet het hele plan van Helen en vermoordt haar ter plekke door haar van de trap te duwen. Door de val breekt Madeline haar nek, maar staat later gewoon weer op. Hoewel ze feitelijk dood is, “leeft” ze nog steeds. De toverdrank heeft haar onsterfelijk gemaakt.
Al snel blijkt dat ook Helen van de drank heeft gedronken, wanneer een poging van Madeline om haar te doden eveneens op niets uitdraait. Omdat hun lichamen nu feitelijk dood zijn, beginnen ze langzaam te ontbinden. De vrouwen leggen hun rivaliteit bij en vragen Ernest om hun lichamen te onderhouden. Hij doet dit met tegenzin, maar wil al snel niets meer met ze te maken hebben. De vrouwen beseffen dat ze Ernest nodig hebben en smeden een complot om hem ook van de drank te laten drinken. Ze slaan hem bewusteloos en nemen hem mee naar het huis van Lisle. Daar is net een feestje aan de gang van andere mensen die van haar drank hebben gedronken, onder wie Marilyn Monroe, Greta Garbo, Andy Warhol, Elvis Presley, James Dean en Jim Morrison. Ernest krijgt de drank aangeboden, maar slaat deze af omdat volgens hem eeuwig leven niets waard is. Hij ontsnapt uit het huis en vertrekt met de noorderzon. Helen en Madeline blijven geschokt achter en beseffen dat ze nu voorgoed voor elkaar zullen moeten zorgen.
De film eindigt met Ernests begrafenis, 37 jaar later. Madeline en Helen wonen de begrafenis bij. Uit de toespraak die de priester geeft concluderen ze dat Ernest in zijn sterfelijke leven meer heeft bereikt dan zij ooit zullen bereiken in hun onsterfelijke bestaan. Ook al is hij dood, men zal hem zich altijd blijven herinneren om zijn werk. De twee vrouwen verlaten vol afgunst de kerk. Buiten struikelen ze en vallen geheel uiteen. Desondanks blijven hun lichaamsdelen in leven.

## Rolverdeling
| Acteur                    | Personage              |
| ------------------------- | ---------------------- |
| Meryl Streep              | Madeline Ashton        |
| Bruce Willis              | Dr. Ernest Menville    |
| Goldie Hawn               | Helen Sharp            |
| Isabella Rossellini       | Lisle von Rhoman       |
| Ian Ogilvy                | Chagall                |
| Adam Storke               | Dakota                 |
| Nancy Fish                | Rose, Madeleine's Maid |
| Alaina Reed Hall          | Psychologist           |
| Michelle Johnson          | Anna, Chagall's Aide   |
| Mary Ellen Trainor        | Vivian Adams           |
| William Frankfather       | Mr. Franklin           |
| John Ingle                | Eulogist               |
| Clement von Franckenstein | Opening Man            |
| Petrea Burchard           | Opening Woman          |

## Achtergrond
Zoals de meeste films van Robert Zemeckis, was ook Death Becomes Her een complexe film om te maken. Tijdens de productie ging er dan ook het een en ander mis. Zo verwondde Meryl Streep per ongeluk Goldie Hawns gezicht tijdens de scène waarin Helen en Madeline elkaar met schoppen te lijf gaan.
De film werd vooral geprezen vanwege de special effects. Streep gaf echter toe dat ze niet echt hield van films die zo sterk afhankelijk waren van special effects.

## Prijzen en nominaties
In 1993 werd “Death Becomes Her” genomineerd voor 12 prijzen, waarvan hij er 4 won:
| prijs            | categorie                                                           | genomineerde(n)                                                                           | uitslag     |
| ---------------- | ------------------------------------------------------------------- | ----------------------------------------------------------------------------------------- | ----------- |
| Academy Award    | Beste visuele effecten                                              | Ken Ralston, Doug Chiang, Douglas Smythe, Tom Woodruff Jr.                                | gewonnen    |
| Saturn Award     | Beste special effects                                               | Ken Ralston, Tom Woodruff Jr., Alec Gillis                                                | gewonnen    |
| Saturn Award     | Beste vrouwelijke bijrol                                            | Isabella Rossellini                                                                       | gewonnen    |
| Saturn Award     | Beste acteur                                                        | Bruce Willis                                                                              | genomineerd |
| Saturn Award     | Beste actrice                                                       | Meryl Streep                                                                              | genomineerd |
| Saturn Award     | Beste regisseur                                                     | Robert Zemeckis                                                                           | genomineerd |
| Saturn Award     | Beste fantasyfilm                                                   | -                                                                                         | genomineerd |
| Saturn Award     | Beste make-up                                                       | Dick Smith, Kevin Haney                                                                   | genomineerd |
| Saturn Award     | Beste muziek                                                        | Alan Silvestri                                                                            | genomineerd |
| Saturn Award     | Beste script                                                        | Martin Donovan, David Koepp                                                               | genomineerd |
| BAFTA Film Award | beste special effects                                               | Michael Lantieri, Ken Ralston, Alec Gillis, Tom Woodruff Jr., Doug Chiang, Douglas Smythe | gewonnen    |
| Golden Globe     | Best Performance by an Actress in a Motion Picture - Comedy/Musical | Meryl Streep                                                                              | genomineerd |